# 疏穗早熟禾
疏穗早熟禾（学名：Poa lipskyi）为禾本科早熟禾属下的一个种。